# Vol nupcial

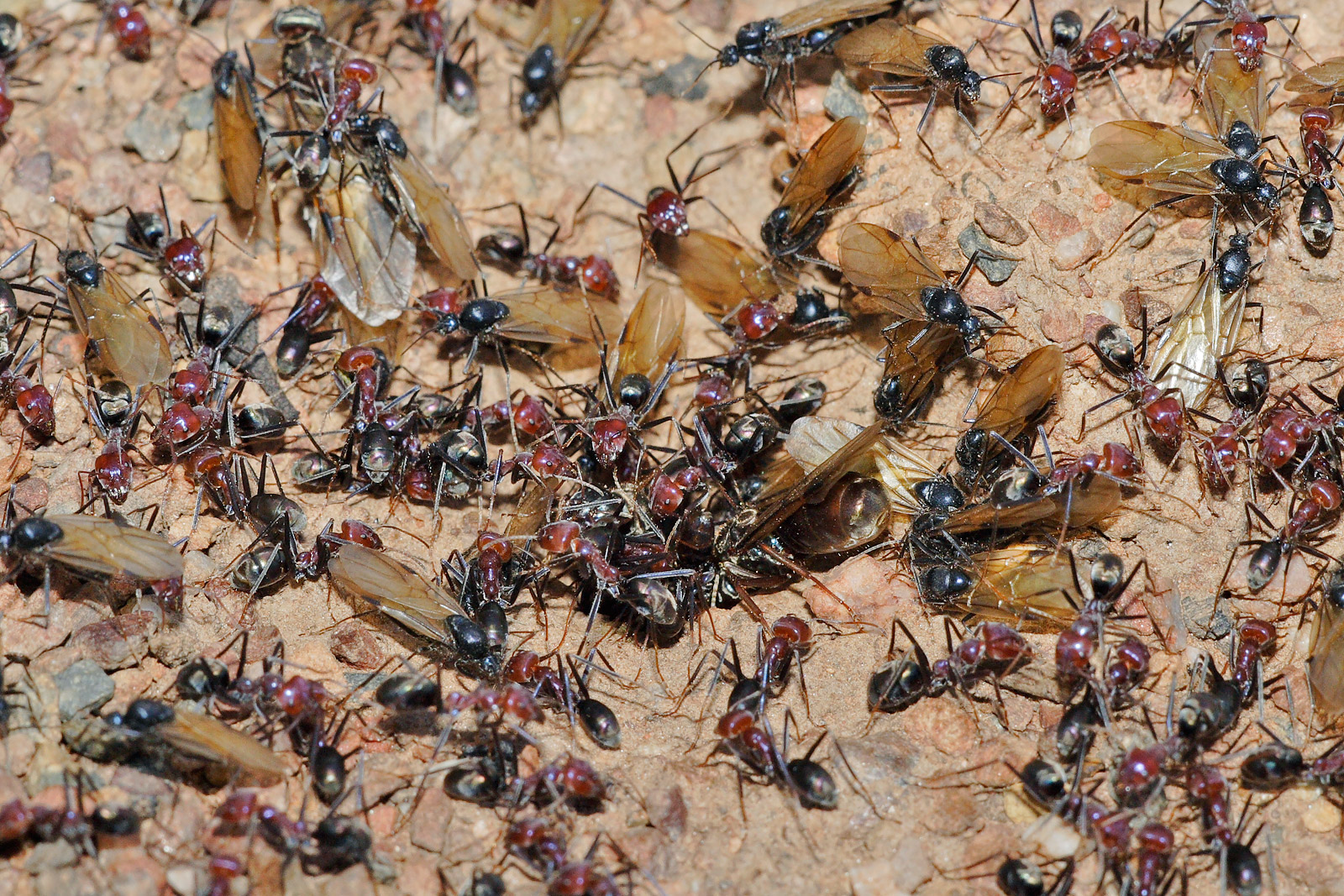
Especímens dIridomyrmex purpureus preparant-se per al vol nupcial.

El vol nupcial és una fase important en la reproducció d'alguns himenòpters com ara diferents espècies de formigues, abelles i algunes vespes. Fora dels himenòpters, es coneix en algunes espècies de mosca, com ara la Rhamphomyia longicauda, i en els tèrmits.
Durant el vol, els mascles fecunden les futures reines i després retornen al terra per a començar una nova colònia o, en el cas de les abelles de la mel, continuar la successió d'un rusc ja existent.

## En formigues

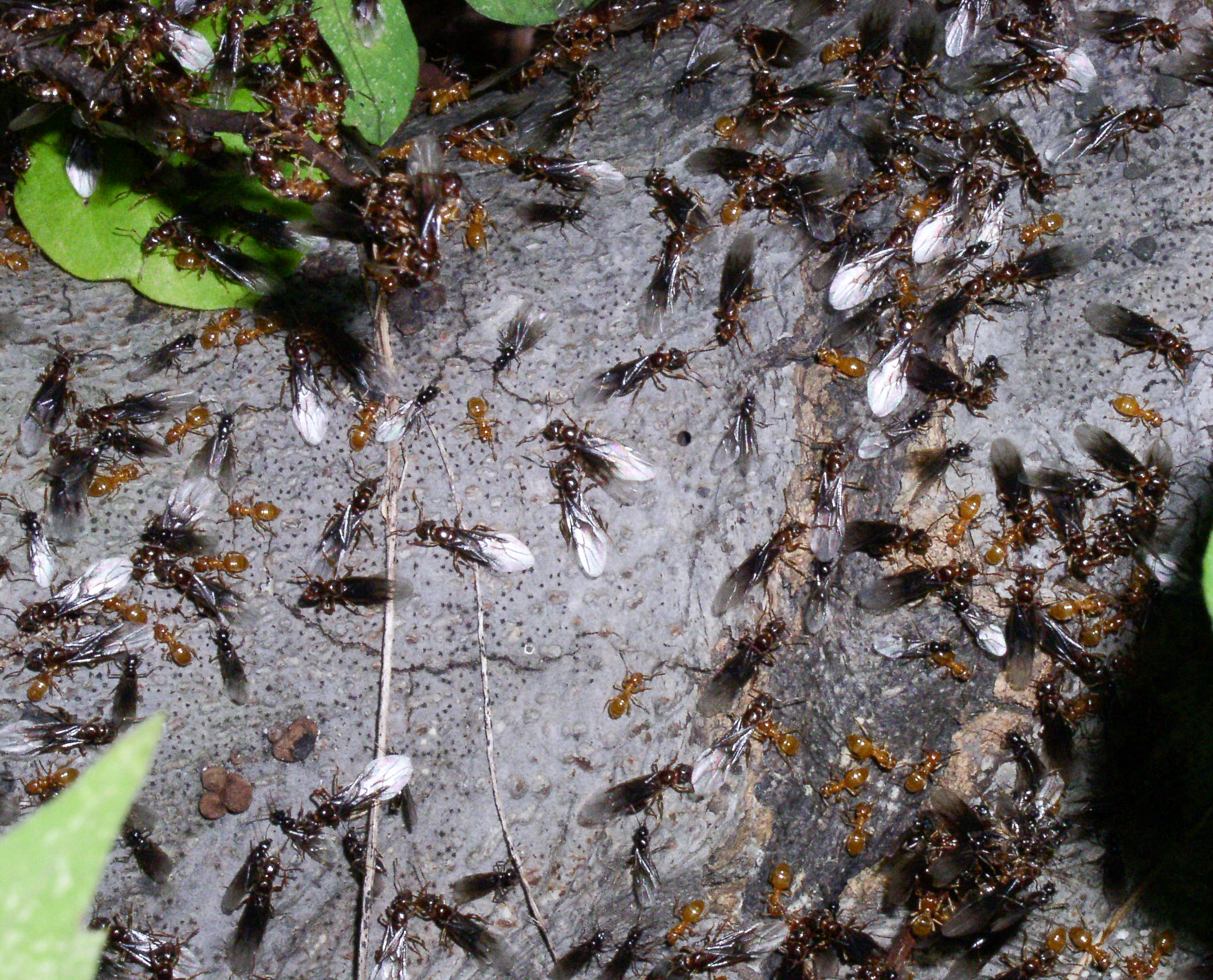
Formigues del gènere Lasius preparant-se per al vol nupcial

Les colònies madures de formigues solen produir reines alades (encara no fecundades) i mascles alats. Tant els mascles com les reines no fecundades romanen al formiguer fins que es donin les condicions adequades, per exemple, un dia clar després d'un episodi de pluges. Les diferents colònies de les diferents espècies es sincronitzen amb el temps meteorològic de manera que es donen creuaments entre diferents formiguers, fet que redueix l'endogàmia. Així mateix, el fet que grans quantitats de formigues surtin de diversos nius al mateix moment, també redueix la possibilitat que un sol individu sigui depredat.
Durant el vol els individus es dispersen i les femelles alliberen feromones per atraure els mascles; aquestes sovint fugen dels pretendents per tal que només siguin fecundades pel mascle més ràpid. L'aparellament és dona sempre en vol.
L'esperma del mascle s'emmagatzema en un òrgan especial, l'espermatoteca, que es troba a l'abdomen de la femella per tal que fecundi els ous en un futur ja que la reina no tornarà a ser fecundada mai més.
Durant la fecundació, els genitals interns del mascle rebenten dins la cambra de la reina i el mascle mor ràpidament. Un cop succeeix, les reines tornen a terra i, en la majoria d'espècies de formigues, eliminen les seves ales. A partir d'aquest moment intenten cercar un forat, escletxa o s'enterraran -depèn de l'espècie- per a constituir la nova colònia.

Les reines joves tenen un índex de fracàs elevadíssim tan per la depredació que pateixen durant el vol com per les dificultats posteriors a l'hora de formar una nova colònia; és per això que les colònies madures de formigues són capaces d'enviar milions de reines alades durant la vida de la colònia.

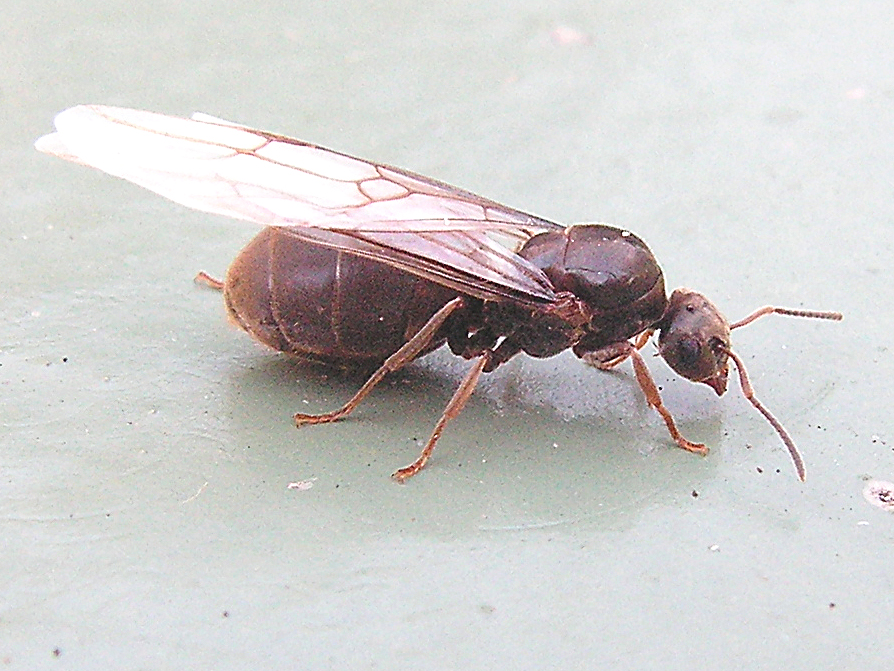
Lasius niger amb ales.
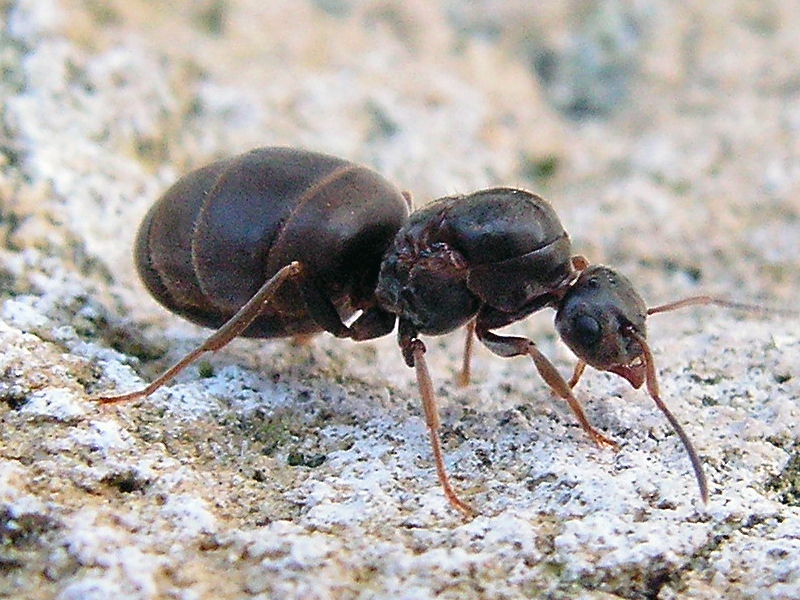
Lasius niger un cop ha perdut les ales.